# 선재대교
선재대교(仙才大橋)는 인천광역시 옹진군 영흥면 선재리 선재도와 경기도 안산시 단원구 대부남동 대부도를 잇는 길이 550m, 폭 13.3m의 왕복 2차선 다리이다. 한국남동발전에서 건설해 인천광역시에 기부채납하였다.
이 다리는 영흥화력발전소의 건설과 영흥면 주민의 교통 편의를 목적으로 대부고교 교차로부터 영흥에너지파크까지 건설된 총 16km 길이의 영흥 연륙도로(영흥화력발전소 진입도로)의 중요 시설이며, 이 도로는 선재도와 대부도를 선재대교로, 영흥도와 선재도를 영흥대교로 각각 연결하고 있다.

## 같이 보기
- 선재도
- 대부도
- 영흥대교
- 영흥화력발전소
- 한국남동발전
- 선재로
- 대선로